# Felsenmeer, Russenstein, Naturpark Michelsbrunnen
Das 1956 ausgewiesene Naturschutzgebiet (NSG) Felsenmeer, Russenstein, Naturpark Michelsbrunnen setzt sich aus drei räumlich voneinander getrennten Teilflächen zusammen. Die einzelnen Schutzgebietsflächen liegen auf dem Gebiet der Stadt Heidelberg in Baden-Württemberg. Sie dienen dem Schutz und Erhalt eiszeitlicher Blockhalden am Nordabhang des Königstuhls sowie dem Schutz der geologisch bedeutenden Granitklippen (Russenstein) am Ufer des Neckars auf Höhe der Ziegelhäuser Landstraße.

## Felsenmeer

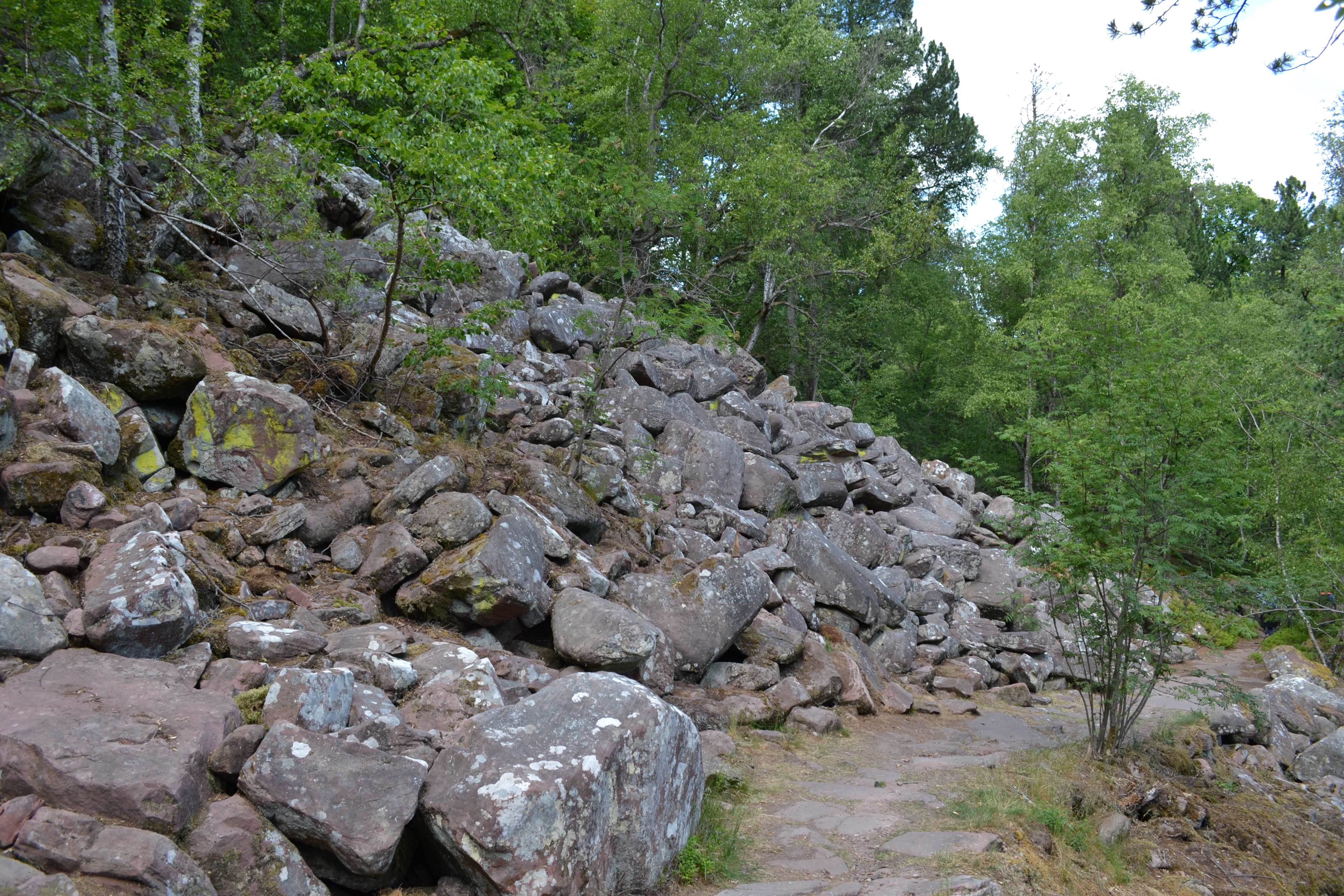
Felsenmeer am Nordosthang des Königstuhls

- Koordinaten: 49° 24′ 16″ N, 8° 44′ 42″ O
- Größe: 4,95 ha (gemessen 5,4)

Das Teilgebiet Felsenmeer liegt im Heidelberger Stadtwald, oberhalb von Schlierbach. Die eiszeitliche Blockhalde entstand aus Verwitterungsprodukten des Oberen Geröllhorizonts (Mittlerer Buntsandstein, smc2), am Nordosthang des Königstuhls. Während der Eiszeit waren die Gesteine ständig einer starken Frostverwitterung ausgesetzt. Über lange Zeiträume herrschte ein ständiger Wechsel zwischen Auftauen tagsüber und strengen Nachtfrösten. Der zerklüftete Buntsandstein wurde durch die Kräfte der Eisbildung allmählich geweitet und letztendlich in einzelne Blöcke zerlegt. Bedingt durch die Hanglage rutschten die Felsbrocken mit Hilfe von Schmelzwasser in tiefere Lagen und sammelten sich entweder am Hangfuß oder an weniger steilen Böschungen. Eingewehter Löss aus dem Rheingraben wirkte bei den Rutschungen noch zusätzlich als Schmiermittel.
Die Blockhalde beherbergt heute eine lockere Bestockung aus Stieleiche, Birke – hier: Karpaten-Birke, Vogelbeere und Esskastanie. Das Gelände ist vor allem reich an Farnen, Moosen und Flechten. In den schattigen Blockspalten wachsen floristische Besonderheiten wie z. B. der Tannenbärlapp. Unter und zwischen den Felsblöcken verstecken sich stellenweise Feuersalamander und Grasfrösche.
Durch das NSG Felsenmeer führen mehrere Wege und Pfade (z. B. Felsenmeerweg, Brandplattenweg). Sie ermöglichen dem Besucher gute Einblicke in geologische Entstehungsgeschichte.

## Russenstein

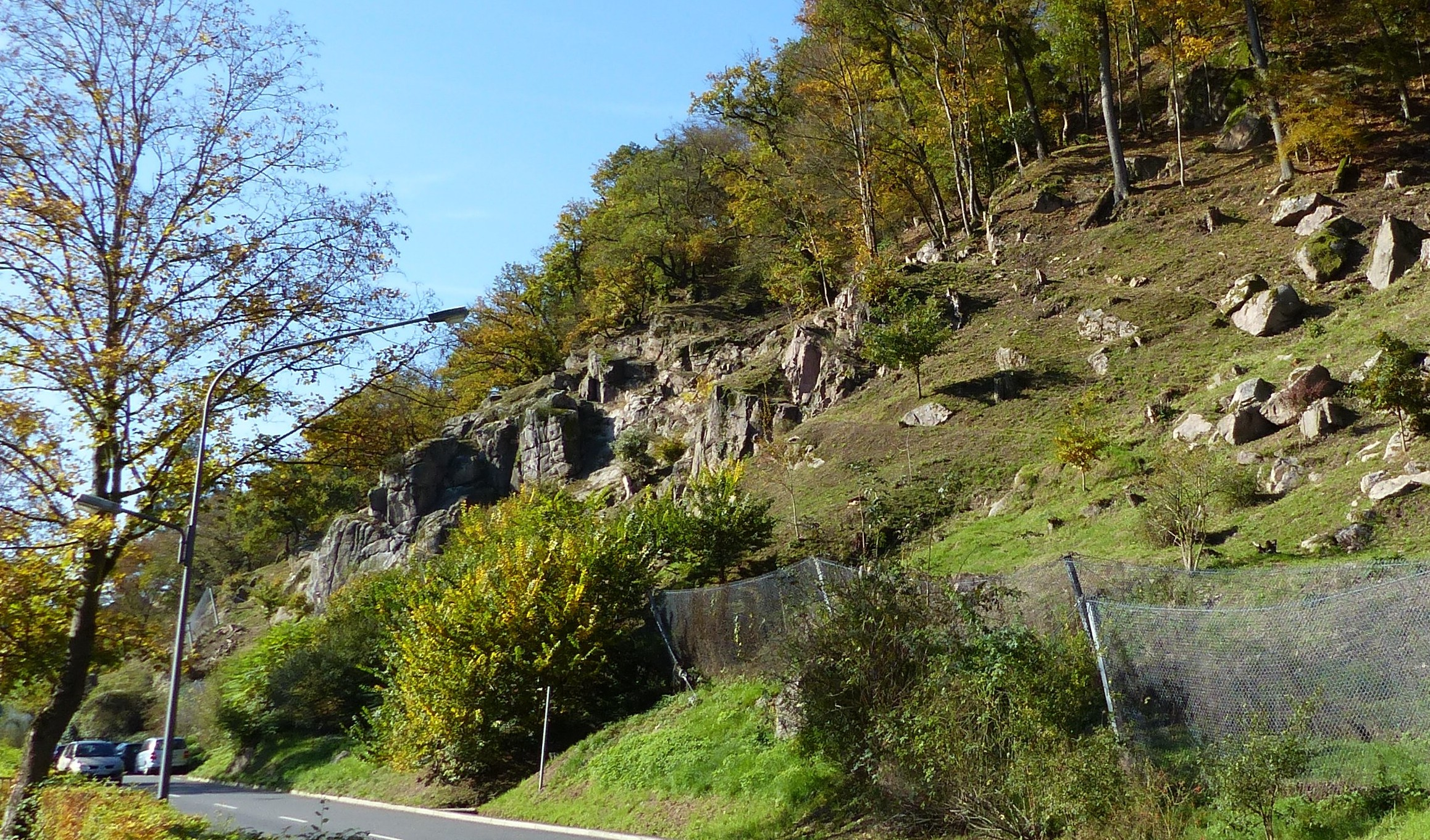
Granitfelsen am Russenstein an der Ziegelhäuser Landstraße, Stahlzäune schützen den Straßenverlauf vor Steinschlag (Aufn. 2016)

- Koordinaten: 49° 25′ 13″ N, 8° 43′ 33″ O
- Größe: 3,5 ha (gemessen 4,3)

Die geschützte Felsengruppe Russenstein befindet sich an der Ziegelhäuser Landstraße (L 534) auf dem südexponierten Hang des Neckars zwischen den Stadtteilen Neuenheim und Ziegelhausen. Über lange Zeiträume hinderten diese Granitklippen den Neckar an seinem Ablauf in die Rheinebene. Damit entstand im Fluss ein Trichter, auf dessen linker Seite sich massive Schotter ablagerten, auf denen die heutige Stadt Heidelberg fußt. Auch im Flussbett zeigen sich Ausläufer der anstehenden Granitfelsen. Bis heute sind die Stromschwellen am sog. „Hackteufel“ auf Höhe des Russensteins für die Schifffahrt gefährlich, trotz mehrfacher Sprengung in den 1930er Jahren.
Vor der Unterschutzstellung 1956 gediehen an den flachgründigen Felshängen noch Waldanemone, Elsbeere, Traubige Graslilie, Gewöhnliche Pechnelke, Schuppenwurz Schwalbenwurz, welche mit dem Zuwachsen des Waldes nach dem Zweiten Weltkrieg infolge unterlassener Eingriffe verschwunden sind. 2009 fanden im Rahmen von Felssicherungen umfangreiche Rodungsarbeiten statt, die das Gebiet wieder in den Zustand der 1950er Jahre brachten und nun auf die Rückkehr der früheren Vegetationsvielfalt hoffen lassen. Ebenso im Gebiet befindet sich der aus Heidelberger Granit bestehende Wilckensfels. Das Klettern an den Felsen des Russensteins ist ganzjährig verboten.
Innerhalb der unter Schutz gestellten Fläche liegt auch die Lösswand am Haarlass. Im Jahr 1824 entnahm hier der Geowissenschaftler Karl Cäsar von Leonhard Proben, aufgrund derer er den Sedimenttyp unter der Bezeichnung Löss in die geologisch-mineralogische Literatur einführte und so den weltweit verwendeten Begriff prägte.

## Naturpark Michelsbrunnen

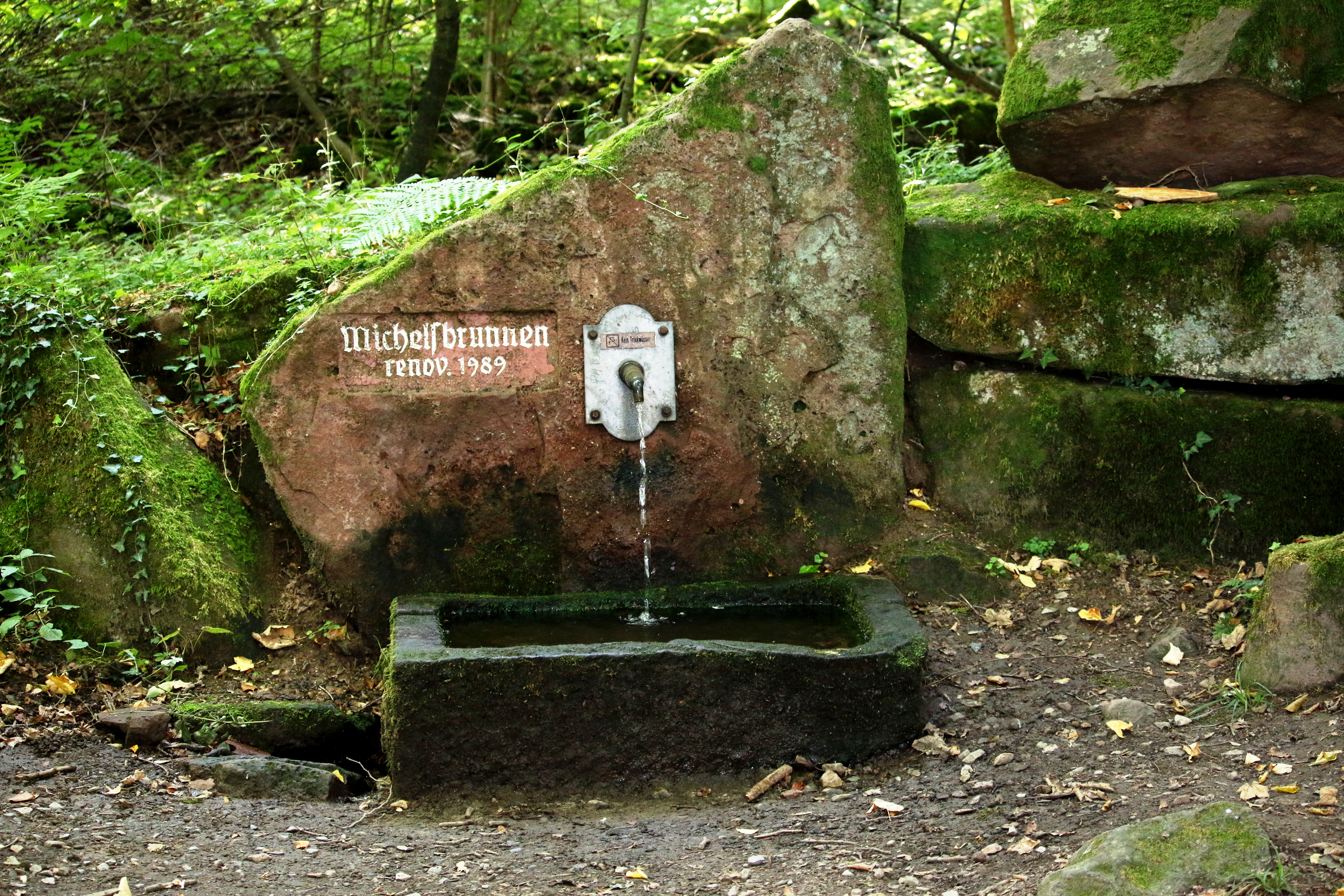
Michelsbrunnen am Lochwiesenweg, Namensgeber der Schutzgebietsfläche

- Koordinaten: 49° 23′ 15,3″ N, 8° 44′ 45,8″ O
- Größe: 1,4 ha (gemessen 1,5)

Schutzgebiet und Brunnenfassung liegen im Heidelberger Stadtwald, östlich des Kohlhofs. Die Bezeichnung „Naturpark“ ist unglücklich gewählt, hat das Gebiet doch nur eine Fläche von ca. 1,5 ha. Durch den geschützten Bereich fließt der Forellenbach, gespeist vom Wasser des mittels Buntsandsteinblöcken gefassten Michelsbrunnens, der hier bereits im 19. Jh. errichtet wurde. Die umliegenden Waldflächen wurden seit 1930 nicht mehr bewirtschaftet. Zerstreute Blockhalden wechseln hier mit aufrechtem und liegendem bemoosten Totholz. Dazwischen breiten sich Grünes Koboldmoos, Wald-Segge, Wald-Engelwurz, Stinkende Nieswurz und Gewöhnliches Hexenkraut aus. Der Spreuschuppige Wurmfarn, einst als pflanzengeografische Seltenheit beschrieben, ist auf der Fläche mittlerweile verschwunden. Buntspecht, Kleinspecht und Eichhörnchen finden in den alten Laubbäumen gute Nistmöglichkeiten. Felsen, Totholz und feuchte Böden bieten dem Feuersalamander vor Ort gute Lebensbedingungen.

## Überschneidungen mit anderen Schutzgebieten
Das NSG Felsenmeer, Russenstein, Naturpark Michelsbrunnen liegt komplett im Naturpark Neckartal-Odenwald und überschneidet sich mit dem 2004 ausgewiesenen FFH-Gebiet Odenwald-Neckargemünd.